# Otranto (stacja kolejowa)
Otranto (włoski: Stazione di Otranto) – stacja kolejowa w Otranto, w prowincji Lecce, w regionie Apulia, we Włoszech.
Stacja jak i linia kolejowa jest obsługiwana przez Ferrovie del Sud Est. Jest stacją końcową linii z Maglie.

## Charakterystyka
Stacja posiada 2 tory wykorzystywane przez pociągi pasażerskie oraz jeden dla pociągów towarowych.

## Linie kolejowe
- Lecce – Otranto